# Michaël Llodra
Michaël Llodra (phát âm tiếng Pháp: [mikaɛl jɔdʁa]; sinh ngày 18 tháng 5 năm 1980) là cựu vận động viên quần vợt người Pháp. Anh có một sự nghiệp đánh đôi thành công với 3 chức vô địch Grand Slam, và một Huy chương bạc Thế vận hội, ngoài ra còn có 5 danh hiệu đơn với nhiều trận thắng trước các tay vợt hàng đầu như Novak Djokovic, Juan Martín del Potro, Tomáš Berdych, Robin Söderling, Jo-Wilfried Tsonga, Nikolay Davydenko, Janko Tipsarević hay John Isner. Anh từng được mệnh danh là "tay vợt lên lưới xuất sắc nhất".